# Síndrome de FOMO

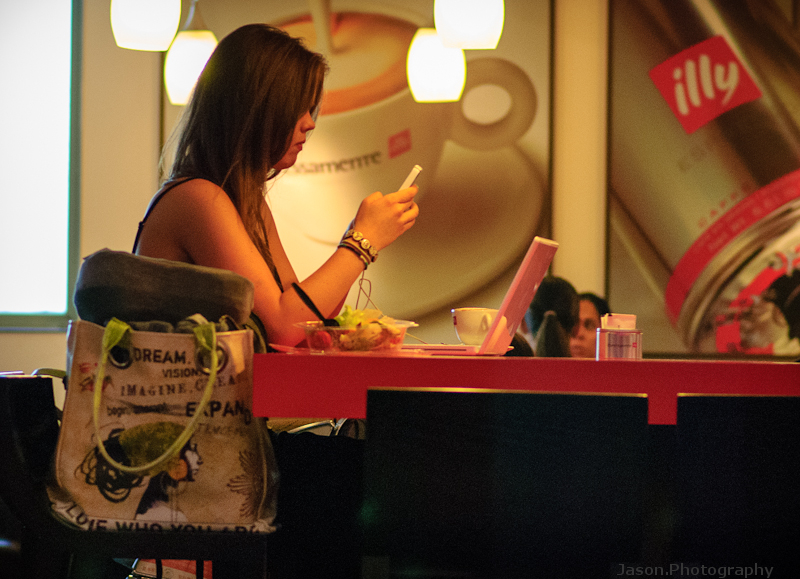
Os smartphones permitem que as pessoas permaneçam em contato contínuo com sua rede social e profissional. Isto pode resultar na verificação compulsiva de atualizações de status e mensagens, por medo de perder uma oportunidade.

Síndrome de FOMO (do inglês "fear of missing out"; "o medo de perder algo" ou "o medo de ficar de fora") é o sentimento de apreensão de que alguém não está a par ou está perdendo informações, eventos, experiências ou decisões de vida que poderiam melhorar sua vida. O FOMO também está associado ao medo do arrependimento, o que pode levar a preocupações de que se possa perder uma oportunidade de interação social, uma experiência nova, um evento memorável, um investimento lucrativo ou o conforto daqueles que você ama e que te amam de volta. É caracterizado pelo desejo de permanecer continuamente conectado com o que os outros estão fazendo e pode ser descrito como o medo de que decidir não participar seja a escolha errada. O FOMO pode resultar de não estar ciente de uma conversa, perder um programa de TV, não comparecer a um casamento ou festa, ou ouvir que outros descobriram um novo restaurante. Nos últimos anos, o FOMO tem sido atribuído a uma série de sintomas psicológicos e comportamentais negativos.
O FOMO aumentou nos últimos tempos devido aos avanços na tecnologia. As redes sociais criam muitas oportunidades para o FOMO. Embora ofereça oportunidades para o engajamento social, oferece uma visão de uma corrente interminável de atividades das quais uma pessoa não está envolvida. A dependência psicológica das redes sociais pode levar ao FOMO ou até mesmo ao uso patológico da internet. O FOMO também está presente em videogames, investimentos e marketing empresarial. A crescente popularidade da frase levou a variantes linguísticas e culturais relacionadas. O FOMO está associado a um agravamento da depressão e ansiedade, e a uma diminuição da qualidade de vida.
O FOMO também pode afetar as empresas. A hype e as tendências podem levar os líderes empresariais a investir com base nas percepções do que os outros estão fazendo, em vez de em sua própria estratégia empresarial. Isso também é a ideia do efeito manada, onde um indivíduo pode ver outra pessoa (ou outras pessoas) fazer algo e começar a pensar que deve ser importante porque todos estão fazendo. Eles podem nem mesmo entender o significado por trás disso, e podem não concordar totalmente com isso. No entanto, eles ainda vão participar porque não querem ser deixados de fora.

## Definição
Em um contexto acadêmico, FOMO (Fear of Missing Out) pode ser definido como uma apreensão ou ansiedade pervasiva que surge da percepção ou crença de que outros estão vivenciando eventos, oportunidades ou atividades agradáveis ou recompensadoras dos quais alguém está ausente ou excluído. Esse fenômeno muitas vezes é alimentado pela exposição constante às mídias sociais e plataformas de comunicação digital, onde os indivíduos podem comparar suas próprias experiências e atividades com as dos outros, levando a sentimentos de inadequação, inveja ou medo de ficar para trás social ou profissionalmente. O FOMO pode impactar vários aspectos do bem-estar dos indivíduos, incluindo sua saúde mental, relacionamentos sociais e processos de tomada de decisão.

## História

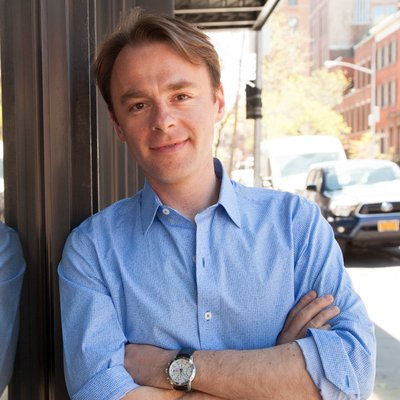
Patrick J. McGinnis popularizou o termo FOMO enquanto escrevia para o Harbus.

O fenômeno foi identificado pela primeira vez em 1996 pelo estrategista de marketing Dr. Dan Herman, que conduziu pesquisas e publicou o primeiro artigo acadêmico sobre o tema em 2000 no Journal of Brand Management. Herman também acredita que o conceito evoluiu para se tornar mais disseminado por meio do uso de telefones celulares, mensagens de texto e mídias sociais e ajudou a popularizar o conceito do medo de perder entre as massas. Antes da internet, um fenômeno relacionado de "Keeping up with the Joneses" (expressão que significa mostrar que alguém é tão bom quanto as outras pessoas, obtendo o que elas tem e fazendo o que elas fazem), era amplamente experimentado. O FOMO generalizou e intensificou essa experiência porque muito mais da vida das pessoas passou a ser documentado publicamente e facilmente acessível. Além disso, uma tendência comum é postar sobre experiências positivas (como um ótimo restaurante) em vez de negativas (como um primeiro encontro ruim). Estudos descobriram que a probabilidade de experimentar o medo de perder está ligada à ansiedade ou depressão.
O autor Patrick J. McGinnis cunhou o termo FOMO e o popularizou em um artigo de opinião de 2004 no The Harbus, a revista da Harvard Business School. O artigo foi intitulado McGinnis' Two FOs: Social Theory at HBS e também mencionou outra condição relacionada, o "Medo de uma Melhor Opção" (FOBO), e seu papel na vida social da escola. A origem do FOMO também foi rastreada até o artigo de 2004 do Harbus pelo acadêmico Joseph Reagle. Atualmente, o termo tem sido usado como hashtag nas redes sociais e foi mencionado em centenas de artigos de notícias, de fontes online como Salon a jornais impressos como The New York Times.

## Sintomas

### Psicológico
O medo de perder está associado a um déficit nas necessidades psicológicas. A teoria da autodeterminação sustenta que a satisfação psicológica de um indivíduo em sua competência, autonomia e relacionamento consiste em três necessidades psicológicas básicas para os seres humanos. Os participantes do teste com níveis mais baixos de satisfação psicológica básica relataram um nível mais alto de FOMO. O FOMO também foi associado a efeitos psicológicos negativos no humor geral e na satisfação geral com a vida. Um estudo realizado em campi universitários constatou que experimentar FOMO em um determinado dia levava a uma maior fadiga naquele dia específico. Experimentar FOMO continuamente ao longo do semestre também pode levar a níveis mais altos de estresse entre os estudantes. Um indivíduo com expectativa de experimentar o medo de perder também pode desenvolver um nível mais baixo de autoestima. Um estudo da JWTIntelligence sugere que o FOMO pode influenciar a formação de metas de longo prazo e autopercepções. Neste estudo, cerca da metade dos entrevistados afirmaram que estão sobrecarregados pela quantidade de informações necessárias para se manterem atualizados e que é impossível não perder algo. O processo de privação relativa cria FOMO e insatisfação. Reduz o bem-estar psicológico. O FOMO levou a experiências sociais e emocionais negativas, como tédio e solidão. Um estudo de 2013 descobriu que ele impacta negativamente o humor e a satisfação com a vida, reduz a autoestima e afeta a atenção plena. Quatro em cada dez jovens relataram FOMO às vezes ou frequentemente. O FOMO foi encontrado correlacionado negativamente com a idade, e os homens eram mais propensos do que as mulheres a relatá-lo. As pessoas que experimentam níveis mais altos de FOMO tendem a ter um desejo mais forte por alto status social, são mais competitivas com pessoas do mesmo gênero e têm mais interesse em relacionamentos de curto prazo.

### Comportamental
O medo de perder decorre de um sentimento de falta de conexões sociais ou informações. Esse sentimento de ausência é então seguido pela necessidade ou impulso de interagir socialmente para aumentar as conexões. O medo de perder não apenas leva a efeitos psicológicos negativos, mas também tem sido mostrado para aumentar padrões comportamentais negativos. Com o objetivo de manter conexões sociais, hábitos negativos são formados ou intensificados. Um estudo da Universidade de Glasgow em 2019 entrevistou 467 adolescentes e constatou que os entrevistados sentiam pressão social para sempre estarem disponíveis. De acordo com John M. Grohol, fundador e editor-chefe do Psych Central, o FOMO pode levar a uma busca constante por novas conexões com outras pessoas, abandonando as conexões atuais para fazer isso. O medo de perder derivado da conexão digital tem sido correlacionado positivamente com maus hábitos tecnológicos, especialmente entre os jovens. Esses hábitos negativos incluem aumento do tempo de tela, verificar as redes sociais durante a escola ou enviar mensagens de texto enquanto dirige. O uso das redes sociais na presença de outras pessoas pode ser referido como "phubbing", o hábito de ignorar uma pessoa fisicamente presente em favor de um telefone celular. Vários estudos também identificaram uma correlação negativa entre as horas de sono e a intensidade com que os indivíduos experimentam o medo de perder. A falta de sono em estudantes universitários que experimentam FOMO pode ser atribuída ao número de interações sociais que ocorrem tarde da noite nos campi. Outro estudo destacou o impacto do FOMO em estudantes universitários que tomam decisões adversas com álcool, como beber sendo menor de idade e beber em excesso.